# Miškovice (Třebovle)
Miškovice (německy Mischkowitz) je vesnice v okrese Kolín, která je součástí obce Třebovle. Nachází se asi dva kilometry východně od Třebovle. Protéká tudy řeka Výrovka, která je levostranným přítokem Labe. Miškovice leží v katastrálním území Miškovice u Kouřimi o rozloze 2,19 km².

## Historie
První písemná zmínka o vsi je z roku 1357, kdy byla společně s dalšími statky darována nově založenému klášteru v Klášterní Skalici
Ve vsi Miškovice (207 obyvatel, samostatná obec se později stala součástí Třebovle) byly v roce 1932 evidovány tyto živnosti a obchody: hostinec, kolář, kovář, krejčí, 8 rolníků, obchod se smíšeným zbožím, trafika.

## Povodeň
Dne 2. června 2013 byla obec zasažena povodní, když se rozvodnila jindy klidná řeka Výrovka. Vytrvalý déšť způsobil protržení hráze rybníka Strašík u Kouřimi, všechna voda se vyvalila do Výrovky a zaplavila okolní obce.

## Fotogalerie

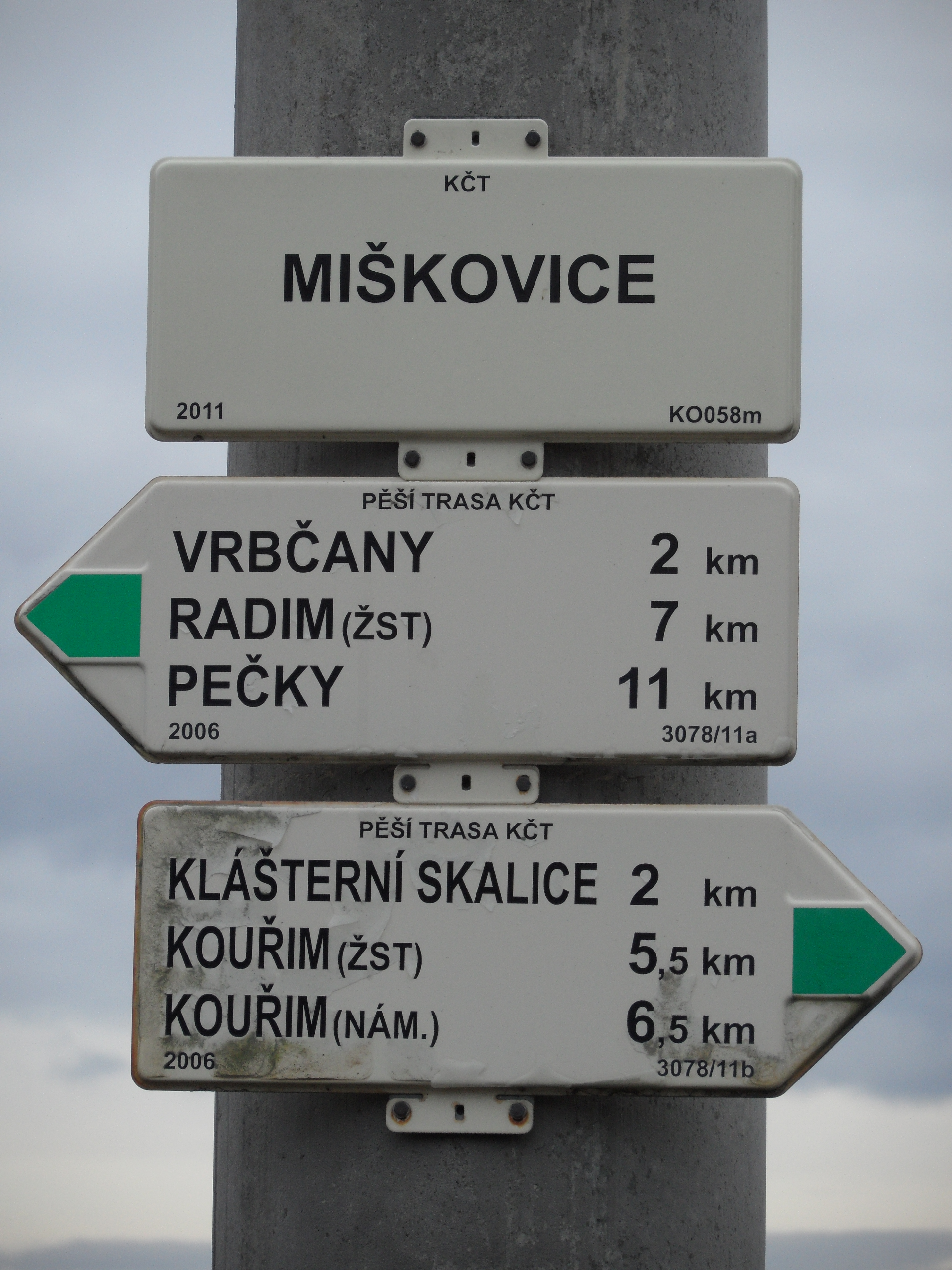
Turistické značení u křižovatky
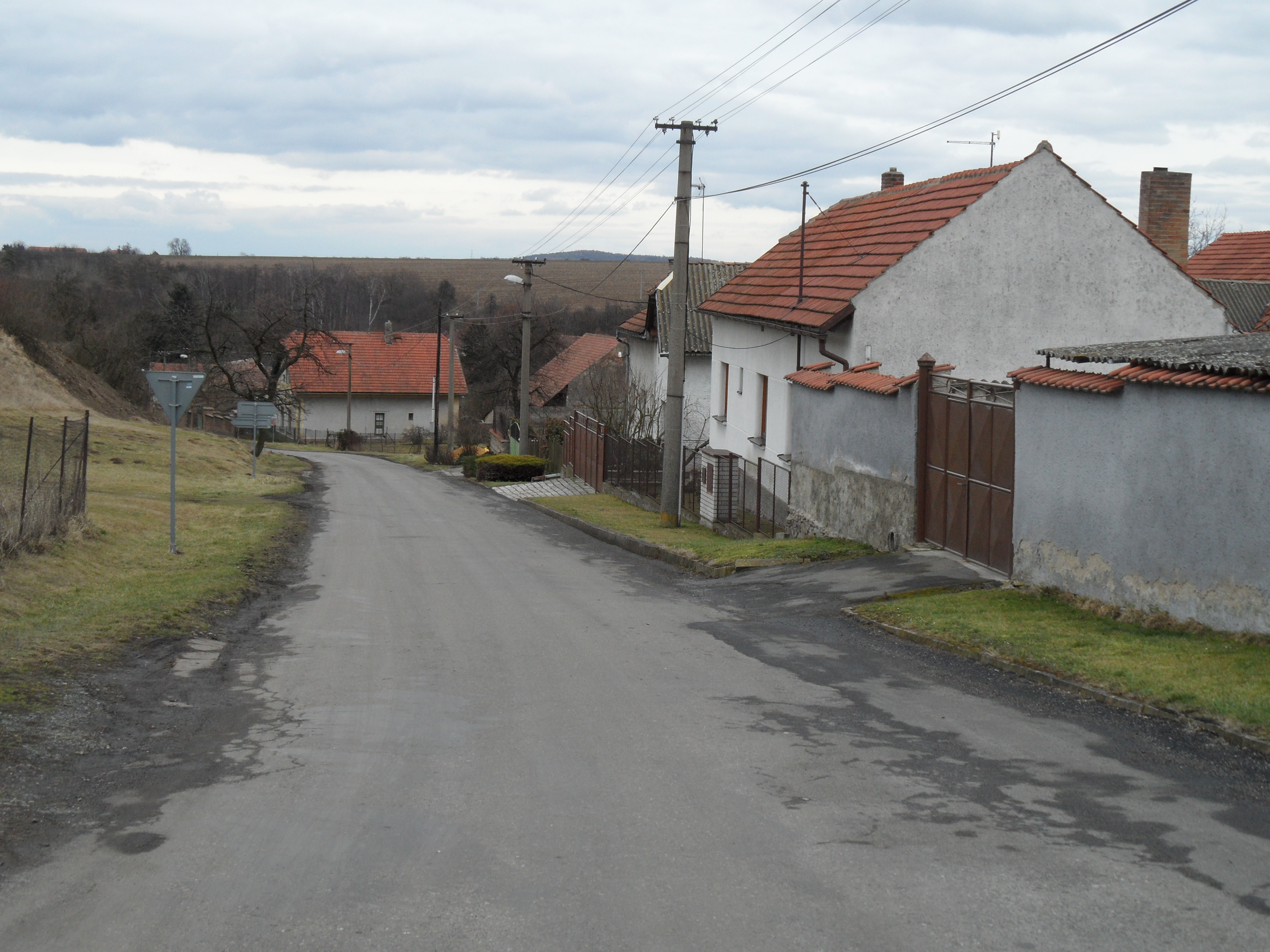
Pohled z křižovatky východním směrem
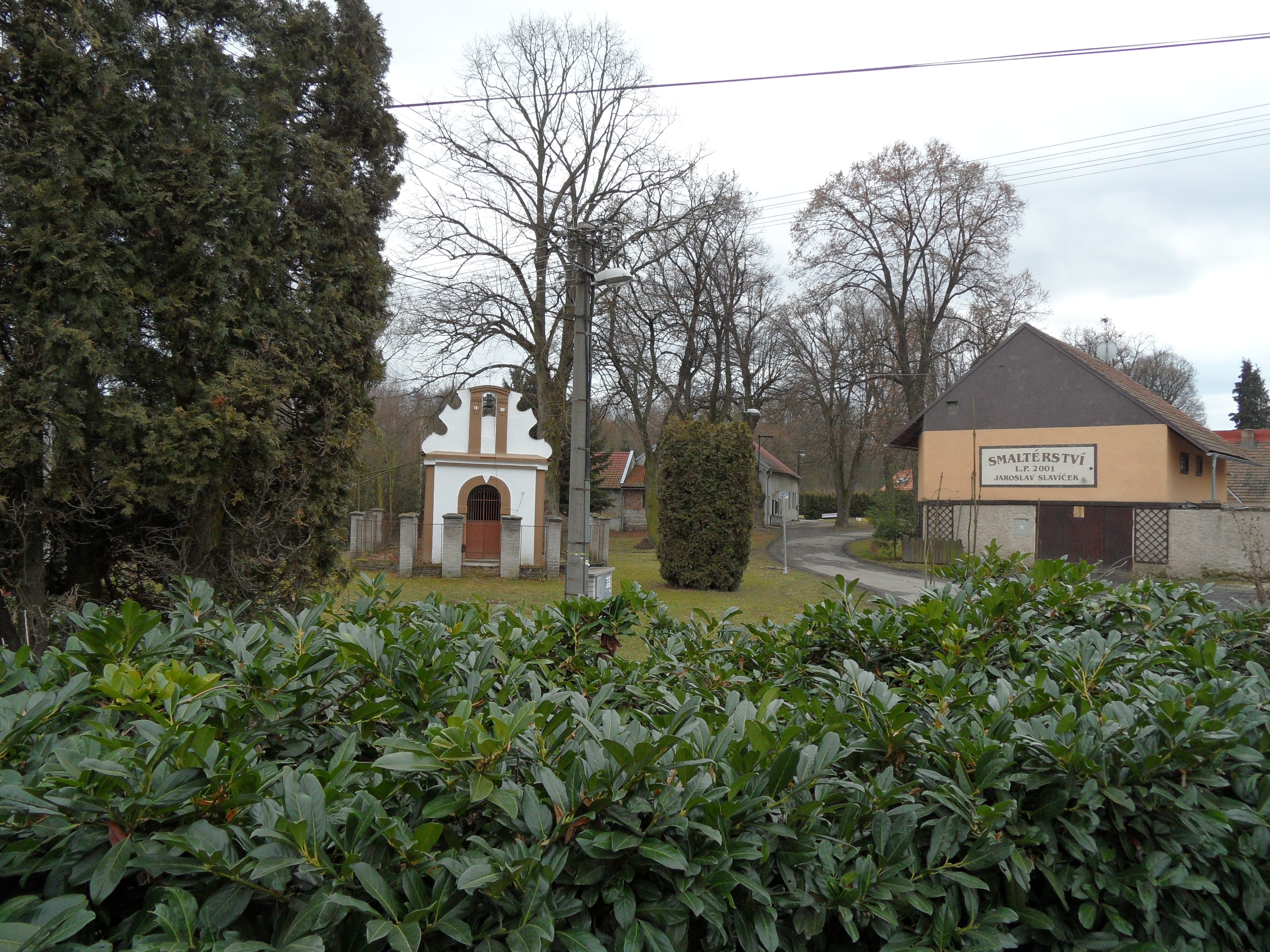
Náves s kapličkou
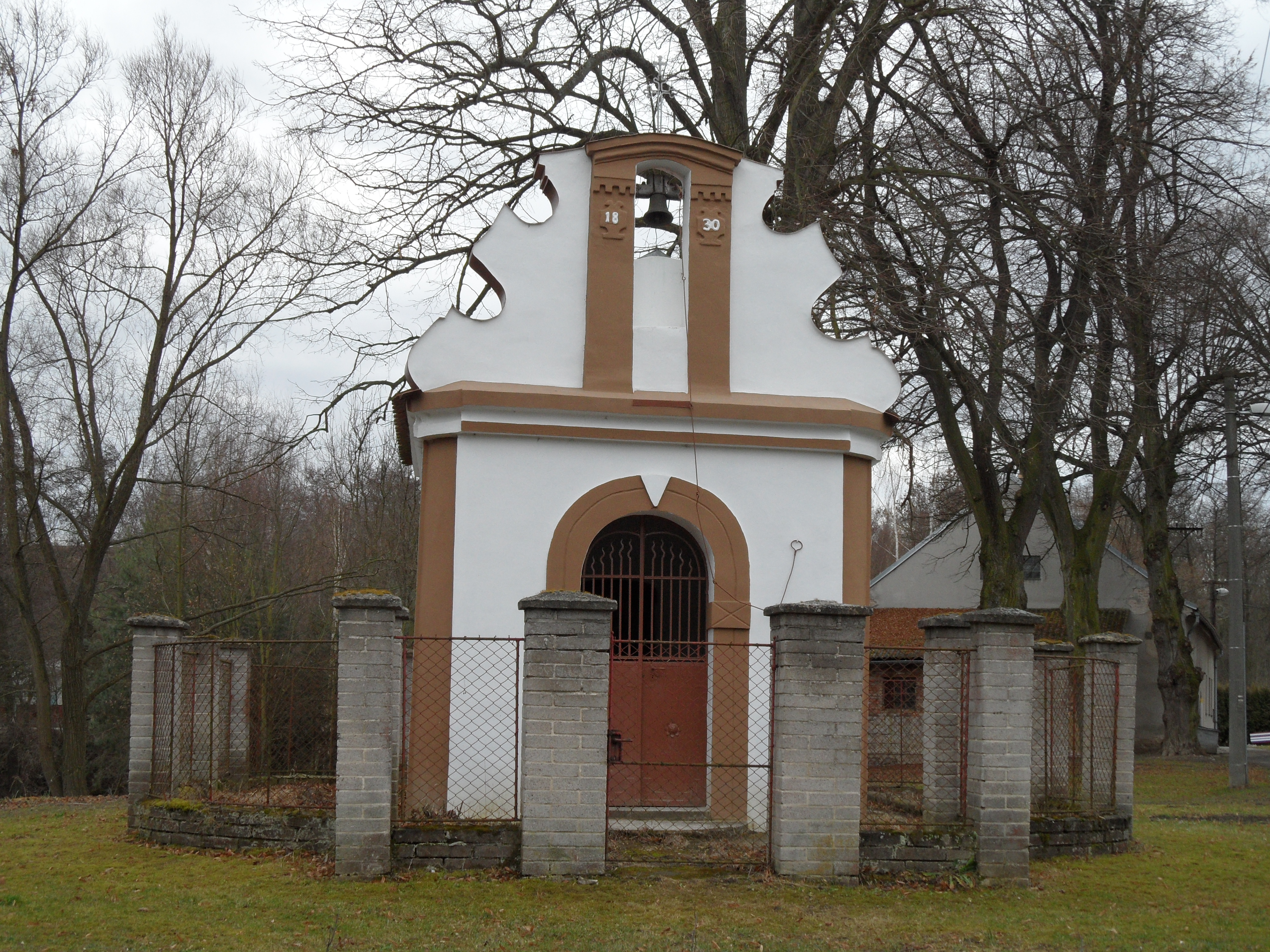
Kaplička na návsi
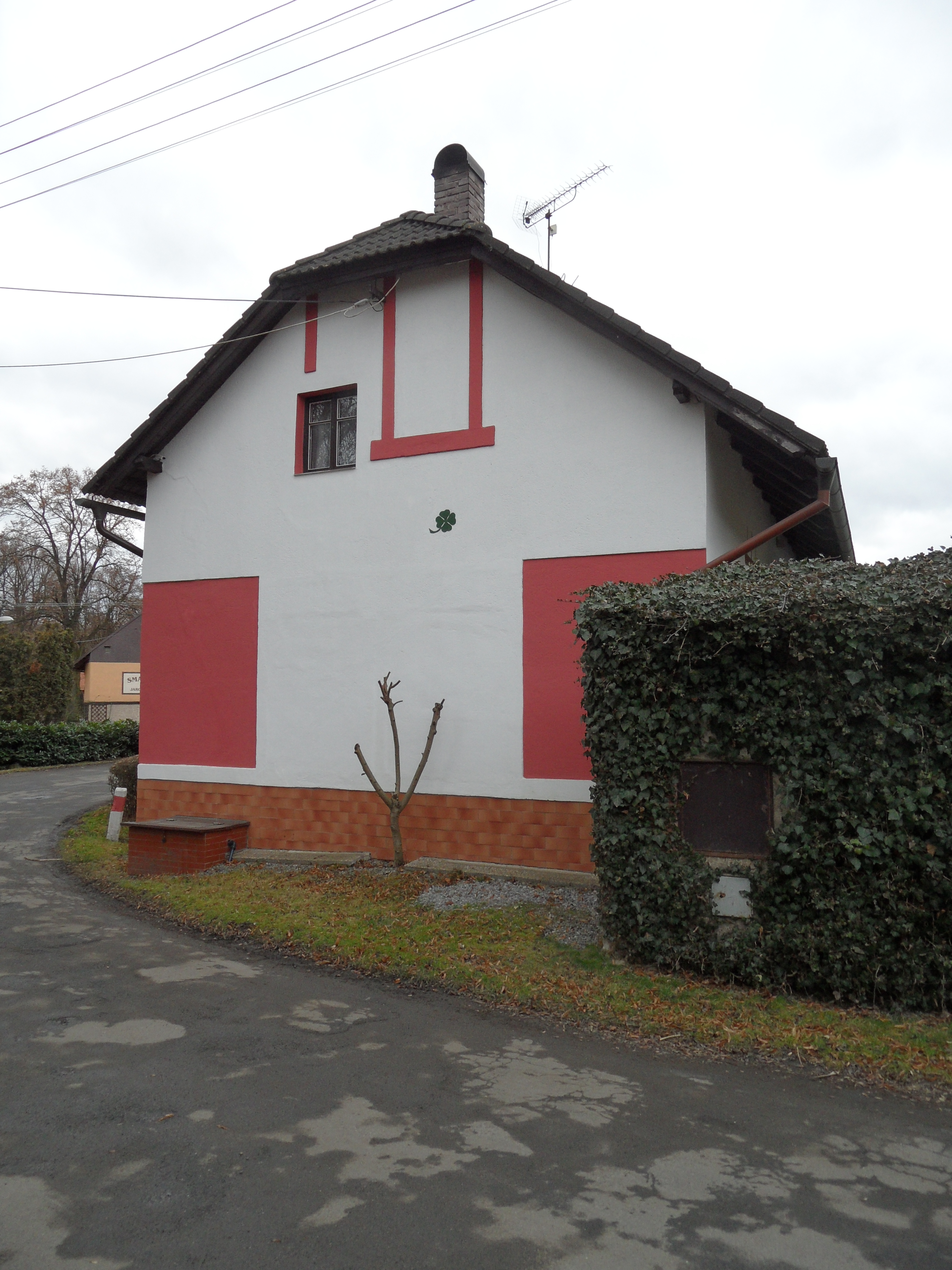
Penzion na návsi
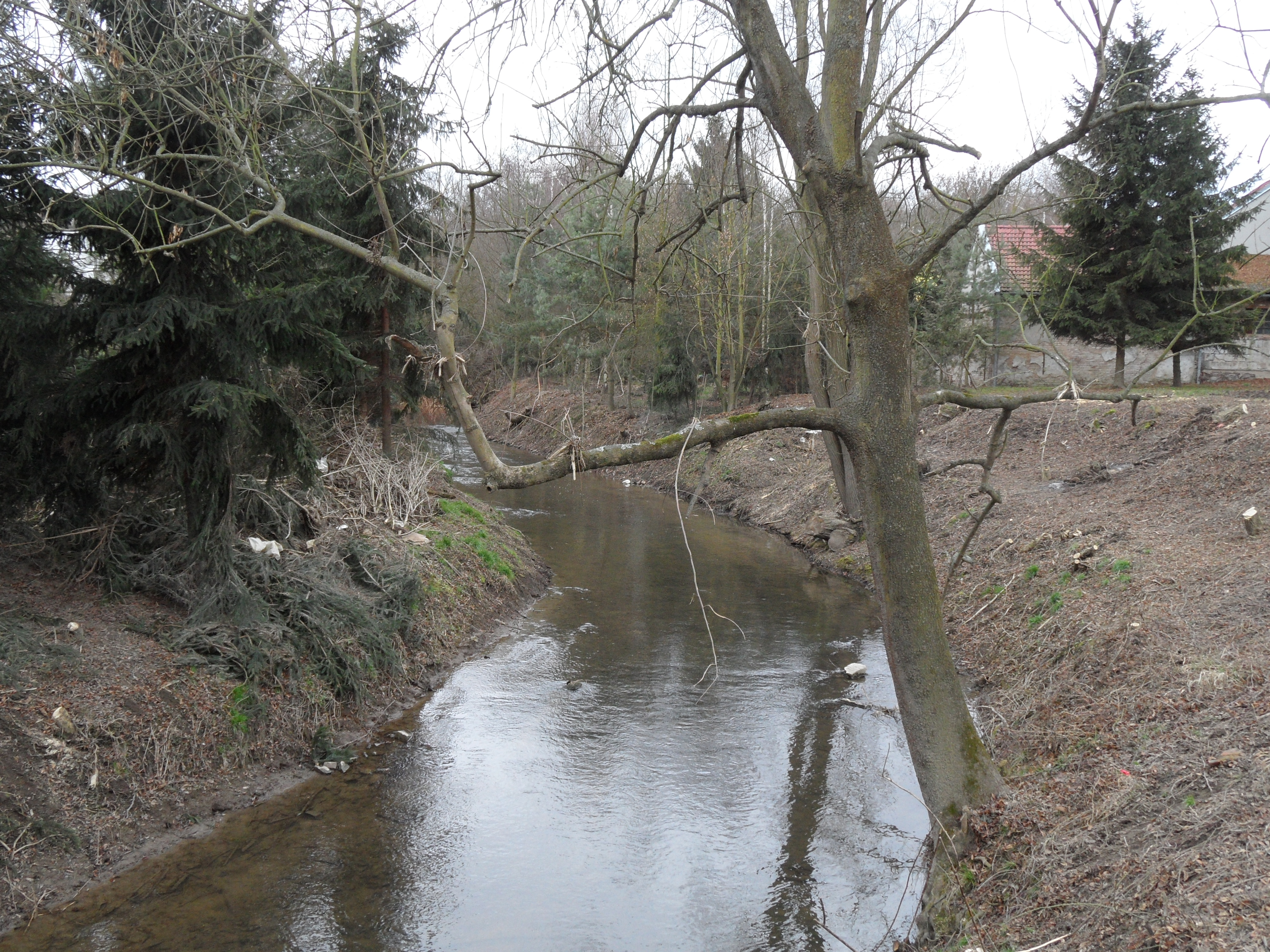
Řeka Výrovka u mostu v obci